# 1977年NBA全明星賽
1977年NBA全明星賽為NBA第27屆明星賽，1977年2月13日在密爾瓦基公鹿主場UW密爾瓦基黑豹體育館舉辦，是NBA首度於星期日舉辦的明星賽。
客隊西區明星隊驚險以一分差擊敗主場的東區明星隊，「J博士」朱利叶斯·欧文獲選為全明星賽MVP。